# Ardisia pyramidalis
Ardisia pyramidalis är en viveväxtart som först beskrevs av Antonio José Cavanilles, och fick sitt nu gällande namn av Christiaan Hendrik Persoon och A. Dc. Ardisia pyramidalis ingår i släktet Ardisia och familjen viveväxter. Inga underarter finns listade i Catalogue of Life.

## Bildgalleri

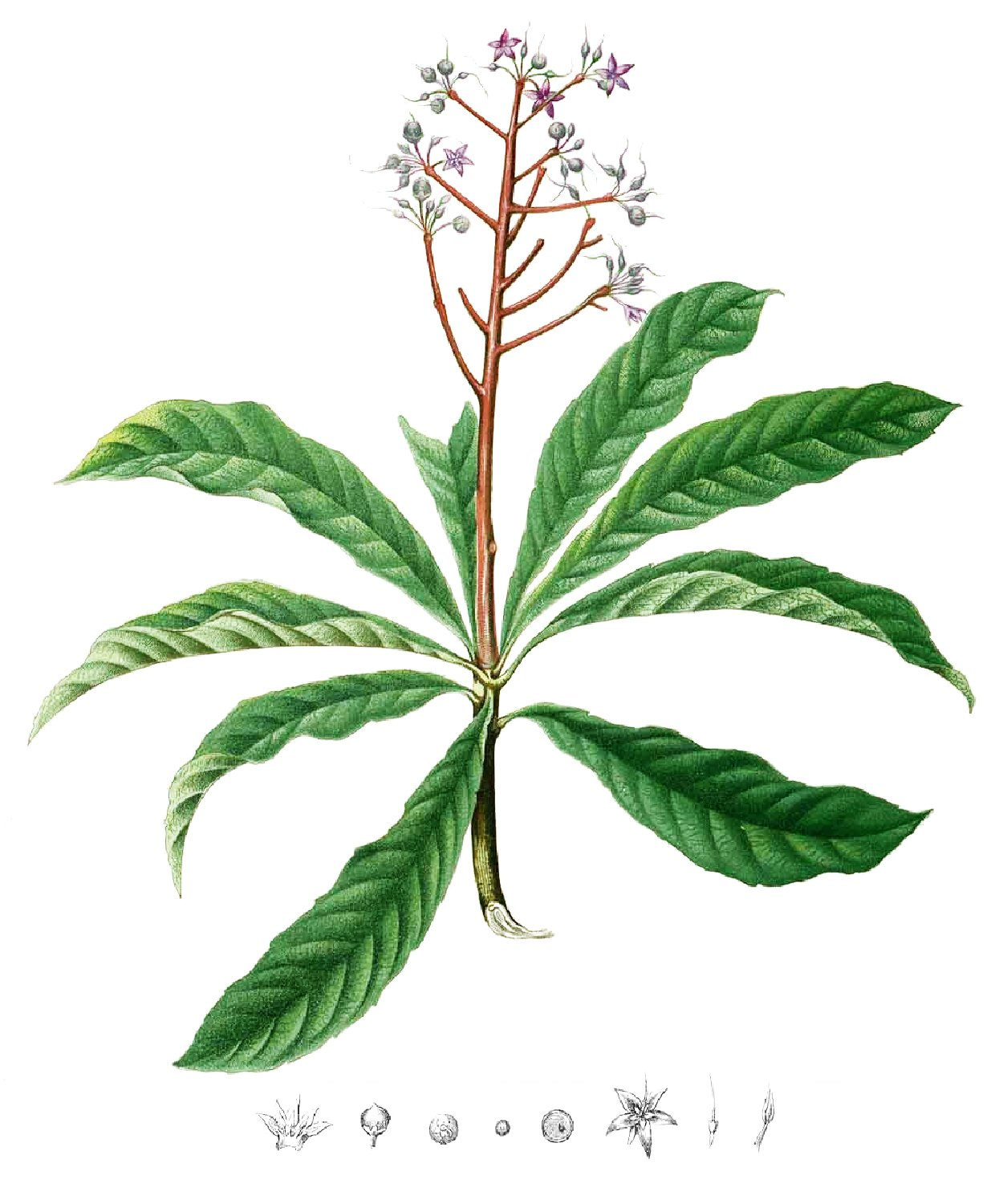
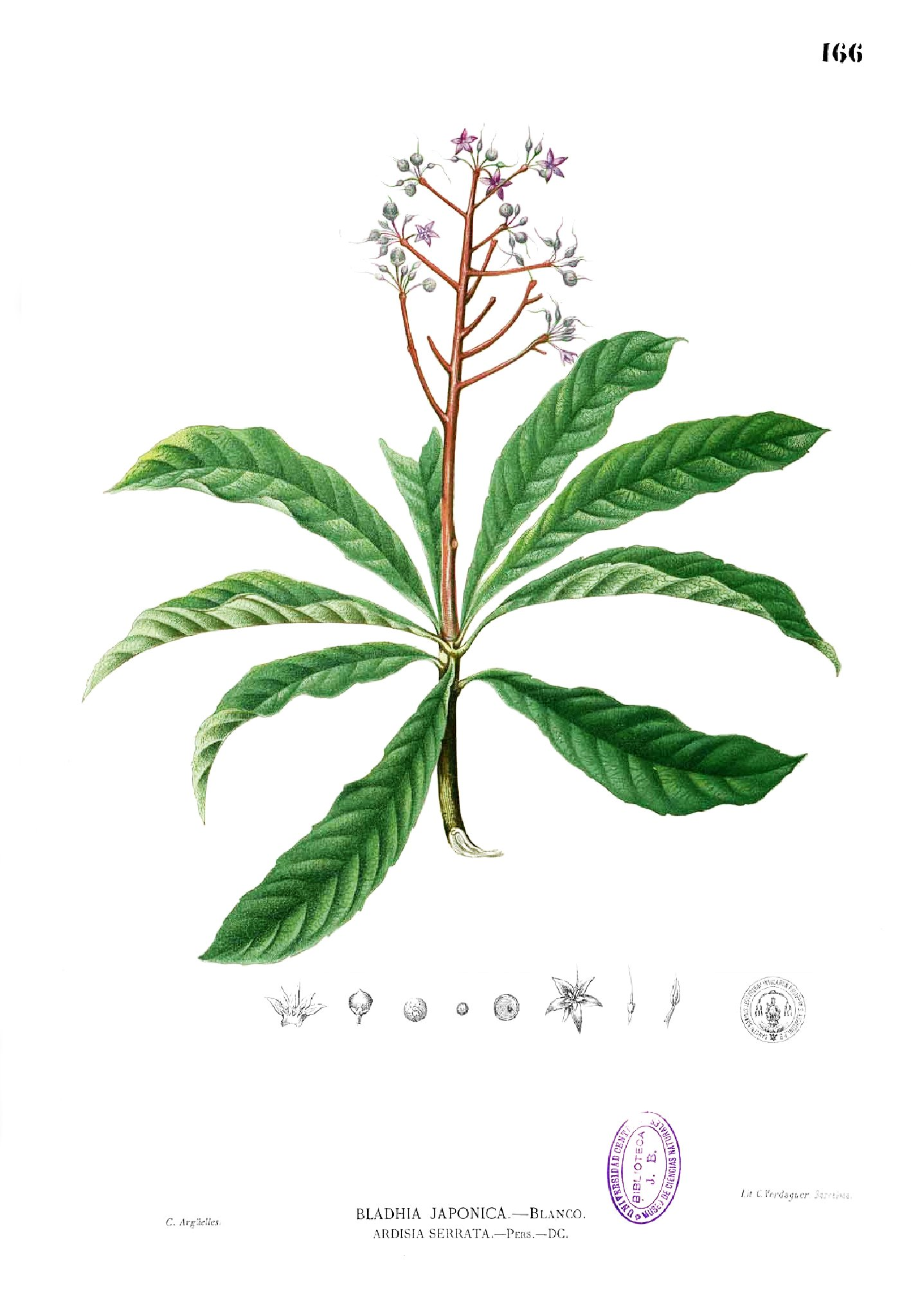